# Wilson Kiprugut
Wilson Arap Chuma Kiprugut (ur. w 1938 w Kericho, zm. 1 listopada 2022 tamże) – kenijski lekkoatleta (średniodystansowiec), dwukrotny medalista olimpijski.
Największe sukcesy odnosił w biegu na 800 metrów, chociaż startował również w biegu na 400 metrów. Wystąpił na igrzyskach Imperium Brytyjskiego i Wspólnoty Brytyjskiej w 1962 w Perth, gdzie odpadł w eliminacjach biegu na 440 jardów, a kenijska sztafeta 4 × 440 jardów z jego udziałem zajęła 5. miejsce.
Zdobył brązowy medal w biegu na 800 metrów na igrzyskach olimpijskich w 1964 w Tokio (wyprzedzili go Peter Snell z Nowej Zelandii i Bill Crothers z Kanady). Był to pierwszy medal olimpijski zdobyty przez sportowca z Kenii. Na tych samych igrzyskach Kiprugut startował również w biegu na 400 metrów, ale odpadł w ćwierćfinale.
Na pierwszych igrzyskach afrykańskich w 1965 w Brazzaville Kiprugut zwyciężył w biegach na 400 metrów i na 800 metrów. Zdobył srebrny medal w biegu na 880 jardów na igrzyskach Imperium Brytyjskiego i Wspólnoty Brytyjskiej w 1966 w Kingston, przegrywając z Noelem Cloughem z Australii, a wyprzedzając George’a Kerra z Jamajki. W biegu na 440 jardów odpadł w półfinale.
Zdobył srebrny medal w biegu na 800 metrów na igrzyskach olimpijskich w 1968 w Meksyku, za Australijczykiem Ralphem Doubellem, a przed Tomem Farrellem ze Stanów Zjednoczonych. Ustanowił wówczas swój rekord życiowy czasem 1:44,57. Trzy lata wcześniej (1965) uzyskał najlepszy w karierze czas na dystansie 400 m: 46,6 s.
Kiprugut 3-krotnie zwyciężył również w biegu na 800 metrów na mistrzostwach Afryki Środkowej i Wschodniej w latach: 1964, 1967 i 1968.
Mieszkał w swym rodzinnym mieście Kericho.